# ぶらいと
『ぶらいと』は、鈴村健一の4枚目のオリジナルアルバム。
2021年11月24日にLantisから発売された。

## 概要
前作オリジナルアルバム『VESSEL』から約7年半ぶりのリリースとなる。
販売形態は初回限定盤（LACA-35917）と通常盤（LACA-15917）の2種リリースで、初回限定盤には「くものいと」のMV及びメイキング映像を収録したBlu-rayが同梱されている。
アルバムのコンセプトは、「今は大変だけど笑って明るく話せる、そういう未来が来るよ」というポジティブなメッセージが込められており、アルバムタイトルは英語で「明るい」という意味の「bright」から付けられているという。
リードトラック「くものいと」のMVは津田健次郎が監督、脚本を担当した。
11曲目「また会える」には、小野大輔、森久保祥太郎、寺島拓篤がコーラスとして参加している。

## 収録内容
CD
| 全作詞: 鈴村健一。 |                                |          |                        |                    |
| #                  | タイトル                       | 作詞     | 作曲                   | 編曲               |
| 1.                 | 「いとの予感（Instrumental）」 | 鈴村健一 | 宮崎誠                 | 宮崎誠             |
| 2.                 | 「開け！」                     | 鈴村健一 | 宮崎誠                 | 宮崎誠             |
| 3.                 | 「くものいと」                 | 鈴村健一 | 宮崎誠                 | 宮崎誠             |
| 4.                 | 「HIDE-AND-SEEK」              | 鈴村健一 | 宮崎誠                 | 宮崎誠             |
| 5.                 | 「brand new」                  | 鈴村健一 | 渡辺拓也               | 渡辺拓也           |
| 6.                 | 「リズム」                     | 鈴村健一 | 鈴木マサキ             | 鈴木マサキ         |
| 7.                 | 「月のうた」                   | 鈴村健一 | 増谷賢                 | 長田直之           |
| 8.                 | 「太陽のうた」                 | 鈴村健一 | 渡辺拓也               | 渡辺拓也           |
| 9.                 | 「My Life Summer Life」        | 鈴村健一 | 本田光史郎・廣中トキワ | 本田光史郎         |
| 10.                | 「turn on a radio」            | 鈴村健一 | 大石昌良               | 大石昌良           |
| 11.                | 「また会える」                 | 鈴村健一 | Kohei by SIMONSAYZ     | Kohei by SIMONSAYZ |
| 12.                | 「ねがいのいと」               | 鈴村健一 | R･O･N                  | R･O･N              |
| 13.                | 「先へ」                       | 鈴村健一 | 宮崎誠                 | 宮崎誠             |

Blu-ray
| #  | タイトル                       | 作詞 | 作曲・編曲 |
| -- | ------------------------------ | ---- | ---------- |
| 1. | 「くものいと（Music Video）」  |      |            |
| 2. | 「くものいと（Making Video）」 |      |            |